# کورتیس گراب
کورتیس گراب (Curtis Grubb) (حدود ۱۷۳۰ تا ۱۷۸۹ میلادی)، میهن‌دوست و بزرگترین پسر پیتر و مارتا بیتس گراب، همراه با برادر جوان‌ترش پیتر جونیور، عضو نسل دومی دودمان آهن خانواده گراب بود. این برادران در آهن‌آلات کورنوال فعال بودند و مشارکت‌های عمده‌ای را در جنگ انقلاب آمریکا داشته و کورتیس چندین دوره را در مجمع استانی پنسیلوانیا خدمت کرد. همچنین او یکی از بزرگترین برده‌داران در پنسیلوانیا در زمان استقلال بود که بیست و پنج نفر را در ۱۷۸۰ میلادی به عنوان دارایی‌هایش برحسب قانون انحلال تدریجی ایالتی ثبت نمود.
برادران آهن‌آلات را از پدرشان در ۱۷۵۴ میلادی به ارث بردند و کورتیس (بزرگترین برادر) دو سوم سود و پیتر یک سومش را به ارث برد. برادران در حدود ۱۷۶۵ میلادی، عملیات آهن‌کاری‌ها را را تصاحب کرده و آن را با موفقیت توسعه دادند. کورتیس کوره کورنوال را که آهن خام تولید می‌کرد را عملیاتی کرده و پیتر نیز که تجربه آهن‌کاری بیشتری داشت، «هوپول فورگس» در «همر کریک» که شمش آهن با ارزش‌تری تولید می‌کرد را راه اندازی کرد. در ۱۷۷۳ میلادی، کورتیس مالیات‌های ۱۰۰۰ جریب فرنگی (۴ کیلومتر مربع) را در موقعیت کوره پرداخت کرده و پیتر نیز مالیات‌های ۵۰۰ جریب فرنگی (دو کیلومتر مربع) را در موقعیت ریختگری‌ها پرداخت نمود که انعکاس‌دهندهٔ وسعت عملیات و مالکیت متناسب با آن بود. آن‌ها تجارت را حین و پس از انقلاب عملیاتی کردند و تا زمان مرگشان (پیتر در ۱۷۸۶ و کورتیس در ۱۷۸۹ میلادی) کاملاً کامیاب شدند.
بیشتر آهن‌کاری‌های کورنوال از دست خانواده طی دوره ۱۷۸۲ تا ۱۸۰۲ میلادی خارج گشته و به دست رابرت کولمن رسید که مبدل به اولین میلیونر پنسیلوانیا گشت. اما بخشی که شامل حقوق دسترسی به کانه‌ها بود در وراثت پیتر جونیور باقی ماند، او نیز بر آن افزود تا اینکه جزو تولیدکنندگان عمده آهن از کوه هوپ استیت در اواسط قرن نوزدهم میلادی شد.

## وطن‌پرستی
کورتیس گراب یکی از رادیکالان رک‌گو و از حامیان اولیهٔ انقلاب بود. این برادران از مشارکت‌کنندگان اصلی جنگ انقلابی بود و آهن‌کاری‌هایشان توپ‌ها، مهمات، گلوله و طشت نمک (که از آن برای تولید نمک از آب دریا استفاده می‌شد) برای نیروهای مستعمراتی را تأمین می‌کرد. جرج واشینگتن شخصاً از کورنوال ملاقات کرده تا از تجهیزات تحقیقات به عمل آورد. هردو برادران به عنوان شبه‌نظامیان سرهنگ انتخاب شدند، واحد کورتیس دومین گردان لانکاستر و پیتر جونیور هشتمین گردان لانکاستر بودند که هردو مسئول اردوی فلایینگ شدند. کورتیس در ۱۷۷۵، ۱۷۷۷، ۱۷۷۸ و ۱۷۸۲ میلادی برای مجلس پنسیلوانیا انتخاب شد.
یکی از حکایات جالب کمی بینش نسبت به آن دوره‌ها را ارائه می‌دهد. یکی از نقش‌های کورتیس طی جنگ سرکشی از ۳۴۰ زندانی جنگی مزدور بود که در اوت ۱۷۷۷ میلادی به کورنوال آورده شده بود تا به تخفیف مشکل کمبود کارگر ناشی از جنگ کمک کند. «مزدوران» در مکان ملاقات محلی به نام «جماعت موراویایی» در رابطه با مخالفت‌های پیشوایان روحانی (شبان‌ها) سکونت یافتند. متأسفانه، آنها رفتار نادرستی نداشتند و موجب مشکلات جدی چون آسیب به اموال کلیسا شدند. بعداً پیشوای روحانی به کورتیس گفت که «آنها به‌طور مفرط مست کردند و سپس زنان و بعد از آن هم مردان که از برخیشان طرفداری کرده و در نهایت درگیری عمومیت یافت». همه زندگی یک سرهنگ مرتبط با جنگ علیه بریتانیاییان نبود!

## حرفه تجاری
پیتر و برادرش در حدود ۱۷۶۵ میلادی بر عملیات آهنکاری تسلط یافتند و پیتر «ریخته‌گری‌های هوپول» و کورتیس نیز کوره کورنوال را مدیریت کرد. آنها آهن آلات را طی انقلاب با موفقیت عملیاتی کردند. با این حال آنها افراد پیچیده‌ای بودند که اموراتشان به شدت بهم بافته شده و به‌طور فزاینده‌ای سوزاننده شده بود. عداوت‌های ادامه‌دار و پیچیدگی‌های قانونی منجر به تکه-تکه شدن مالکیت آهن‌الات و نهایتاً خروج مالکیت آن از دست خانواده گراب به دستان رابرت کولمن شد که از آن جهت ساخت آینده خویش استفاده نمود. هردو گرابز و کولمنز از نیروی کار بردگان آفریقایی-آمریکایی در عملیاتشان استفاده نمودند.
درگیری‌ها بین برادران در ۱۷۸۳ میلادی به نقطه بحرانی رسید، هنگامی که کورتیس تصمیم گرفت تا با عمو/عمه/خاله زاده بیست ساله خود آن گراب، نوه دختری عموی برادران، ناتانیل گراب ازدواج کند. بزرگترین پسر کورتیس پیتر سوم دغدغه‌مند وراثتش شد و تقاضای حل آن را کرد. کورتیس بخشی از سودهای آهن‌آلاتش را به پسرش منتقل کرد که متأسفانه نیازمند نیازمند بخشی از دارایی‌های قانونی بود که قبلاً به صورت غیررسمی به اشتراک گذاشته شده بودند. یکی از چیزهایی که در دارایی‌های جدید پیتر سوم گنجانده شده بود، یک سوم سود ریخته‌گری‌های هوپول در «همر کریک» بود. پیتر که ریخته‌گری‌ها را اداره می‌کرد ترسید و با خرید زمین در یک مکان که به آن «ماونت هوپ» می‌گفت واکنش نشان داد تا با این کار کوره خودش را در رقابت با برادرش ساخته و لذا دچار بدهکاری شد. این عداوت تشدید شده و پیتر سوم نگران تجارت شده و منافعش را به رابرت کولمن، دوستی که برای برادران کار می‌کرد و در آن زمان نیز آهنساز بود داد. کورتیس به این رقابت از سوی برادرش واکنش نشان داده و با کولمن متحد شده و تاکتیک‌های مختلفی را امتحان کرد تا برادرش را از تجارت خارج کند. پیتر که در محاصره فشارها قرار گرفته بود شوریده حال گردیده و در ۱۷۶۸ میلادی خودکشی کرد. آهنکاری‌ها توسط دادگاه در میان کورتیس، املاک پیتر و کولمن تقسیم شد. کولمن نیز بعداً ریخته‌گری‌های هوپول از پیتر را بدست آورد.
با مرگ کورتیس در ۱۷۸۹ میلادی، املاک او به ورثه اش رسید که در درجه اول به پسرش کورتیس جونیور رسید. اما او تنها ۱۷ سال داشت و در وضعیت سلامتی خوبی نبود. او در ۱۷۹۰ میلادی مرد و میراثش را برای اعضای خانواده گذاشت که هیچ‌کدام قادر به گرداندن آهن‌آلات نبودند. کولمن آهن آلات را تا ۱۷۹۸ میلادی برای خانواده مدیریت کرد و در آن زمان بود که آن‌ها با فروشش موافقت کردند. رابرت کولمن با تملک‌های قبلی صاحب اکثر مالمیک سابق گراب شد که به اموال خود افزوده و آن را گسترش داد تا مبدل به اولین میلیونر پنسیلوانیا شد.
اموالی که در املاک پیتر باقی مانده بودند نیز در نهایت توسط پسر دومش هنری بیتس گراب گسترش یافت و خانواده اش نیز به بزرگترین تولیدکننده آهن در اواسط قرن نوزدهم میلادی شد که مرکز عملیاتشان در «ماونت هوپ استیت» بود.

## زندگی شخصی
کورتیس از بین برادران جزو جمع دوست ترینشان بود و برخی مواقع نیز زندگی غیر عرفی داشت. او با آن فیو در ۱۷۵۴ میلادی ازدواج کرد و در ۱۷۵۷ نیز صاحب پسری به نام پیتر گراب سوم شدند. اما ازدواجشان طبق نظر کورتیس نبود و به مدت کوتاهی پس از آن به قصد اروپا آنجا را ترک کرده و خانواده اش را رها کرد. چنین تاکتیکی در آمریکای مستعمراتی نامرسوم نبود، جایی که طلاق عملاً غیرممکن بود. آن که باور داشت کورتیس مرده‌است مجدداً با «آرکیبالد مک‌نیل» در ۱۷۶۳ میلادی ازدواج کرده و صاحب یک فرزود شد. اما کورتیس برگشت و در نهایت می‌خواست تا وضعیت را اصلاح کرده و از مجلس استانی خواست تا ازدواج را منحل کرده و به او امکان ازدواج مجدد دهند. هیچ‌کس تا به حال اجازه طلاق برای ازدواج مجدد را در آنجا نگرفته بود؛ اما کورتیس پافشاری کرده و با عمل قانونی مجلس در ۱۷۶۹ میلادی مجوز طلاق گرفت.
تمامی کنش‌هایی که توسط قانونگذاران مستعمراتی صورت می‌پذیرفت باید توسط هیئت تجارت بریتانیایی بازنگری می‌شد و تصور می‌شد که طبیعت بی‌سابقهٔ این کنش ممکن است توسط قدرت‌هایی که پارلمان در اختیار دارد مورد حمله قرار گیرد. طلاق کورتیس مجوز نهایی شدن گرفت، اما در ۱۷۷۲ میلادی فرمانداران مستعمراتی بدین سو هدایت شدند که که هیچگونه عمل طلاق بیشتری را که توسط قانونگذاران مستعمراتی ارسال می‌شد را دیگر نپذیرند. این رویداد مثالی از کنش‌های بریتانیاییان بود که توسط ساکنین مستعمرات تجربه شده و در نهایت تمایل آن‌ها برای استقلال را تقویت کرد.
بعد از طلاق، کورتیس با «الیزابت کارپنتر» ازدواج کرد و صاحب دو فرزند کورتیس جونیور در ۱۷۷۲ و الیزابت در حدود ۱۷۷۵ میلادی شد. به نظر می‌رسد که الیزابت کارپنتر زمانی پس از تولد دخترشان مرده‌است، چرا که از بایگانی‌های تاریخی ناپدید شده‌است.
کورتیس در ۱۷۸۳ میلادی تصمیم گرفت تا با عمو/عمه/خاله زاده بیست ساله‌اش ازدواج کند که یقیناً منجر به بحران توصیف شده در بالا شد. کورتیس و آن سه فرزند به نام‌های ساموئل، مارتا و جولیانا قبل از مرگ کورتیس در ۱۷۸۹ میلادی در سن ۶۹ سالگی شد. کورتیس در قبرستان «کلیسای اصلاح‌یافته تابور» به خاک سپرده شد که بعدها از قبرستان هبرون قدیم در لبنان برداشته شد.